# Брезине (Фаркашевац)
Брезине је насељено место у општини Фаркашевац, до нове територијалне организације у саставу бивше општине Врбовец, у Загребачкој жупанији, Хрватска.

## Становништво
На попису становништва 2011. године, Брезине су имале 193 становника.
| број stanovnika po popisima | број stanovnika po popisima | број stanovnika po popisima | број stanovnika po popisima | број stanovnika po popisima | број stanovnika po popisima | број stanovnika po popisima | број stanovnika po popisima | број stanovnika po popisima | број stanovnika po popisima | број stanovnika po popisima | број stanovnika po popisima | број stanovnika po popisima | број stanovnika po popisima | број stanovnika po popisima | број stanovnika po popisima |
| --------------------------- | --------------------------- | --------------------------- | --------------------------- | --------------------------- | --------------------------- | --------------------------- | --------------------------- | --------------------------- | --------------------------- | --------------------------- | --------------------------- | --------------------------- | --------------------------- | --------------------------- | --------------------------- |
| 1857                        | 1869                        | 1880                        | 1890                        | 1900                        | 1910                        | 1921                        | 1931                        | 1948                        | 1953                        | 1961                        | 1971                        | 1981                        | 1991                        | 2001                        | 2011                        |
| 260                         | 259                         | 258                         | 276                         | 282                         | 335                         | 347                         | 405                         | 442                         | 452                         | 419                         | 366                         | 297                         | 236                         | 240                         | 193                         |

## Попис1991.
На попису становништва 1991. године, насељено место Брезине је имало 236 становника, следећег националног састава:
| Попис 1991.‍ | Попис 1991.‍ | Попис 1991.‍ | Попис 1991.‍ | Попис 1991.‍ |
| ----------- | ----------- | ----------- | ----------- | ----------- |
|             |             |             |             |             |
| Хрвати      | Хрвати      |             | 234         | 99,15%      |
| Чеси        | Чеси        |             | 1           | 0,42%       |
| непознато   | непознато   |             | 1           | 0,42%       |
| укупно: 236 |             |             |             |             |